# Persone di nome Grant
| Questa pagina contiene informazioni ricavate automaticamente dalle voci biografiche con l'ausilio del template Bio e di un bot. L'aggiornamento è periodico e automatico e ricostruisce completamente la pagina. Se manca una persona in questa lista, sei pregato di non aggiungerla, ma accertati piuttosto che la sua voce biografica contenga il template Bio e che i dati anagrafici siano correttamente compilati. Se il template Bio manca, inseriscilo tu stesso o, in alternativa, metti l'avviso {{tmp\|Bio}} che ne segnala la mancanza. Se i dati riportati sono sbagliati, correggi direttamente la voce biografica; le modifiche saranno visibili in questa lista entro pochi giorni. Per chiarimenti vedi il progetto antroponimi. La lista contiene solo le 78 persone che sono citate nell'enciclopedia e per le quali è stato implementato correttamente il template Bio. Pagina aggiornata al 22 lug 2025. |

Questa è una lista di persone presenti nell'enciclopedia che hanno il nome Grant, suddivise per attività principale.

## Allenatori di calcio(2)
- Grant Holt, allenatore di calcio, ex calciatore e ex wrestler inglese (Carlisle, n. 1981)
- Grant McCann, allenatore di calcio e ex calciatore nordirlandese (Belfast, n. 1980)

## Allenatori di pallacanestro(1)
- Grant Gibbs, allenatore di pallacanestro e ex cestista statunitense (Marion, n. 1989)

## Attori(14)
- Grant Aleksander, attore televisivo statunitense (Baltimora, n. 1959)
- Grant Bowler, attore e conduttore televisivo neozelandese (Auckland, n. 1968)
- Grant Goodeve, attore statunitense (Middlebury, n. 1952)
- Grant Harvey, attore statunitense (Hawthorne, n. 1984)
- Grant Heslov, attore, regista e sceneggiatore statunitense (Los Angeles, n. 1963)
- Whip Hubley, attore statunitense (New York, n. 1957)
- Grant McFarland, attore neozelandese (n. 1947 - Whangapoua, † 2018)
- Grant Mitchell, attore statunitense (Columbus, n. 1874 - Los Angeles, † 1957)
- Grant Rosenmeyer, attore e sceneggiatore statunitense (Manhasset, n. 1991)
- Grant Ross, attore sudafricano (Port Elizabeth, n. 1986)
- Grant Shaud, attore statunitense (Evanston, n. 1961)
- Grant Show, attore statunitense (Detroit, n. 1962)
- Grant Withers, attore statunitense (Pueblo, n. 1905 - North Hollywood, † 1959)
- Grant Williams, attore statunitense (New York, n. 1931 - Los Angeles, † 1985)

## Calciatori(9)
- Grant Hall, calciatore inglese (Brighton, n. 1991)
- Grant Hanley, calciatore scozzese (Dumfries, n. 1991)
- Grant Leadbitter, ex calciatore inglese (Chester-le-Street, n. 1986)
- Grant Margeman, calciatore sudafricano (Città del Capo, n. 1998)
- Grant Murray, ex calciatore e allenatore di calcio scozzese (Edimburgo, n. 1975)
- Grant Needham, ex calciatore canadese (Liverpool, n. 1970)
- Ayo Akinola, calciatore statunitense (Detroit, n. 2000)
- Grant Turner, calciatore neozelandese (n. 1958 - Tauranga, † 2023)
- Grant Ward, calciatore inglese (Londra, n. 1994)

## Canoisti(3)
- Grant Bramwell, ex canoista neozelandese (Gisborne, n. 1961)
- Grant Davies, canoista australiano (n. 1963)
- Grant Kenny, ex canoista australiano (n. 1963)

## Canottieri(1)
- Grant Main, ex canottiere canadese (Victoria, n. 1960)

## Cantanti(1)
- Grant Nicholas, cantante, chitarrista e compositore gallese (Newport, n. 1967)

## Cantautori(1)
- Grant McLennan, cantautore e chitarrista australiano (Rockhampton, n. 1958 - Brisbane, † 2006)

## Cestisti(11)
- Grant Basile, cestista statunitense (Pewaukee, n. 2000)
- Grant Golden, cestista statunitense (Richmond, n. 1998)
- Grant Gondrezick, cestista statunitense (Boulder, n. 1963 - Stevensville, † 2021)
- Grant Hill, ex cestista statunitense (Dallas, n. 1972)
- Grant Jerrett, cestista statunitense (La Verne, n. 1993)
- Grant Long, ex cestista statunitense (Wayne, n. 1966)
- Grant Riller, cestista statunitense (Orlando, n. 1997)
- Grant Sherfield, cestista statunitense (Wichita, n. 1999)
- Grant Simmons, ex cestista statunitense (New Orleans, n. 1943)
- Grant Sitton, cestista statunitense (Brush Prairie, n. 1993)
- Grant Williams, cestista statunitense (Houston, n. 1998)

## Chitarristi(3)
- Grant Geissman, chitarrista, produttore discografico e musicista statunitense (California, n. 1953)
- Grant Green, chitarrista e compositore statunitense (Saint Louis, n. 1935 - New York, † 1979)
- Grant Austin Taylor, chitarrista, armonicista e cantante statunitense (Norfolk, n. 1995)

## Combinatisti nordici(1)
- Grant Andrews, combinatista nordico statunitense (n. 1997)

## Compositori(1)
- Grant Kirkhope, compositore scozzese (Edimburgo, n. 1962)

## Conduttori televisivi(1)
- Grant Imahara, conduttore televisivo e ingegnere statunitense (Los Angeles, n. 1970 - Los Angeles, † 2020)

## Direttori d'orchestra(2)
- Grant Gershon, direttore d'orchestra e pianista statunitense (Norwalk, n. 1960)
- Grant Llewellyn, direttore d'orchestra gallese (Tenby, n. 1960)

## Fumettisti(1)
- Grant Morrison, fumettista britannico (Glasgow, n. 1960)

## Giocatori di curling(1)
- Grant Hardie, giocatore di curling britannico (Dumfries, n. 1992)

## Giocatori di football americano(5)
- Grant Calcaterra, giocatore di football americano statunitense (Cincinnati, n. 1998)
- Grant Delpit, giocatore di football americano statunitense (New Orleans, n. 1998)
- Grant Haley, giocatore di football americano statunitense (Atlanta, n. 1996)
- Grant Stuard, giocatore di football americano statunitense (Conroe, n. 1998)
- Grant Wistrom, ex giocatore di football americano statunitense (Joplin, n. 1976)

## Giornalisti(1)
- Grant Wahl, giornalista statunitense (Mission, n. 1973 - Lusail, † 2022)

## Hockeisti su ghiaccio(1)
- Grant Fuhr, ex hockeista su ghiaccio canadese (Spruce Grove, n. 1962)

## Hockeisti su prato(1)
- Grant Schubert, hockeista su prato australiano (Loxton, n. 1980)

## Mezzofondisti(1)
- Grant Fisher, mezzofondista statunitense (Calgary, n. 1997)

## Nuotatori(2)
- Grant Brits, nuotatore australiano (Johannesburg, n. 1987)
- Grant Hackett, nuotatore australiano (Southport, n. 1980)

## Piloti motociclistici(1)
- Grant Langston, pilota motociclistico sudafricano (Durban, n. 1982)

## Pittori(1)
- Grant Wood, pittore statunitense (Anamosa, n. 1891 - Iowa City, † 1942)

## Politici(1)
- Grant Shapps, politico britannico (Croxley Green, n. 1968)

## Produttori discografici(1)
- Grant Showbiz, produttore discografico britannico

## Rugbisti a 15(2)
- Grant Fox, ex rugbista a 15 e allenatore di rugby a 15 neozelandese (New Plymouth, n. 1962)
- Grant Gilchrist, rugbista a 15 britannico (Stirling, n. 1990)

## Scenografi(1)
- Grant Major, scenografo neozelandese (Palmerston North, n. 1955)

## Tennisti(5)
- Grant Connell, ex tennista canadese (Regina, n. 1965)
- Grant Doyle, tennista australiano (Sydney, n. 1974)
- Grant Golden, tennista statunitense (Chicago, n. 1929 - Glenview, † 2018)
- Grant Silcock, ex tennista australiano (n. 1975)
- Grant Stafford, ex tennista sudafricano (Johannesburg, n. 1971)

## Tuffatori(1)
- Grant Nel, tuffatore australiano (Johannesburg, n. 1988)

## Senza attività specificata(1)
- Grant Wilson, statunitense (Rhode Island, n. 1974)